# Doederleinia gracilispinis
Doederleinia gracilispinis és una espècie de peix pertanyent a la família dels acropomàtids.

## Hàbitat
És un peix marí i batidemersal que viu fins als 209 m de fondària.

## Distribució geogràfica
Es troba al Pacífic occidental central: les illes Filipines.

## Observacions
És inofensiu per als humans.